# 1950 a filmművészetben

## Események
- február 27. – a Ludas Matyi, az első magyar színes film bemutatója
- május 24. – Ingrid Bergman és Roberto Rossellini házasságot köt
- június 29. – a hollywoodi tizek közül nyolcat amerikai bíróságok börtön- és pénzbüntetésre ítélnek. Az illető filmesek megtagadták, hogy állítólagos Amerika-ellenes tevékenységüket illetően vallomást tegyenek a McCarthy-bizottság előtt, mert ezt alkotmányellenesnek tartották.
- augusztus 23. – Az USA szenátusa hivatalos közleményben óva inti a filmgyártókat attól, hogy „kommunisták, nácik vagy fasiszták” foglalkoztatásával filmeket készíttessenek. Ebbe a kategóriába tartozó rendezőnek minősítették például Roberto Rossellinit is.
- szeptember 5. – Az USA-ban a fellebbviteli bíróság megtagadja a filmcenzúra-hatóságtól a tv-filmek megítélésének jogát. Mivel a televízió az USA-ban nyilvános szabályozás alá tartozik, a cenzúrahatóság bemutatási tilalmai nem érvényesek.
- szeptember 10. – Edward Dmytryk amerikai rendező nyilvánosan cáfolja, hogy kommunista volna.
- szeptember 12. – Az argentin kormány mindenfajta művészi értéktől függetlenül megtiltja szovjet filmek behozatalát, mivel kommunista propagandát terjesztenek és idillikus képet festenek a szovjet valóságról.
- december 12. – XII. Piusz pápa egyik szózatában utal arra, hogy milyen veszélyekkel fenyeget a film és a televízió. Véleménye szerint ez a két média az „intellektuális dekadencia” kifejlődésének fő oka.
- A szovjet mozik száma megkétszereződik 1945 óta.
- Az amerikai Eastman Kodak Company megkezdi az Eastmancolor eljárás kifejlesztését. Ezzel az eljárással a színes negatívról közvetlenül pozitív kópiák készíthetők, amely sokkal olcsóbb az eddig alkalmazott technicolor-eljárástól.
- Az elkészült magyar filmeket Pudovkin szovjet tanácsadó sematizmussal vádolja bírálatában.

## Sikerfilmek
Észak-Amerika
1. Hamupipőke – rendező Clyde Geronimi
2. King Solomon's Mines – rendező Compton Bennett
3. Cheaper by the Dozen – rendező Walter Lang
4. Annie Get Your Gun – rendező George Sidney
5. Father of the Bride – rendező Vincente Minnelli
6. Born Yesterday – rendező George Cukor

## Magyar filmek
- A béke ifjú harcosai – rendező Fehér Imre
- Dalolva szép az élet – rendező Keleti Márton
- Kezünkbe vettük a béke ügyét – rendező Jancsó Miklós
- Kis Katalin házassága – rendező Máriássy Félix
- Lúdas Matyi – rendező Nádasdy Kálmán
- Új utakon az építőipar – rendező Szemes Mihály
- Úri muri – rendező Bán Frigyes

## Díjak, fesztiválok
Oscar-díj (március 23.)
- Film: A király összes embere
- Rendező: Joseph L. Mankiewicz – Egy levél három asszonynak
- Férfi főszereplő: Broderick Crawford – A király összes embere
- Női főszereplő: Olivia de Havilland – Az örökösnő
- Külföldi film: Biciklitolvajok – Vittorio De Sica

Velencei Nemzetközi Filmfesztivál (augusztus 20-szeptember 10.)
- Arany Oroszlán: Elhangzott az ítélet – André Cayatte
- Férfi főszereplő: Sam Yaffé – Aszfaltdzsungel
- Női főszereplő: Eleanor Parker – Női börtön

## Filmbemutató
- Aszfaltdzsungel – rendező John Huston
- A 73-as winchester – rendező Anthony Mann
- The Blue Lamp – rendező Basil Dearden
- Born Yesterday – rendező George Cukor
- Bright Leaf – rendező Michael Curtiz
- Cyrano de Bergerac, főszereplő José Ferrer, rendező Michael Gordon
- Destination Moon – rendező Irving Pichel
- Fancy Pants – rendező George Marshall
- The Happiest Days of Your Life, főszereplő Alastair Sim, rendező Frank Launder
- Harvey, főszereplő James Stewart, rendező Henry Koster
- Justice est faite – rendező André Cayatte
- Mindent Éváról – főszereplő Bette Davis és George Sanders, rendező Joseph L. Mankiewicz
- The Men, Marlon Brando első filmje – rendező Fred Zinnemann
- Rio Grande – főszereplő John Wayne, rendező John Ford
- Seven Days to Noon – rendező John Boulting, Roy Boulting
- Alkony sugárút (Sunset Boulevard) – rendező Billy Wilder, főszereplő Gloria Swanson, Erich von Stroheim
- Egy szerelem krónikája (Cronana di un amore) – rendező Michelangelo Antonioni.
- Az ördög szépsége (La Beauté du diable) – rendező René Clair, főszereplő Michel Simon, Gérard Philipe
- A vihar kapujában (Rashōmon) – rendező Kuroszava Akira
- Kincses sziget – rendező Byron Haskin

## Rajzfilmsorozatok
- Popeye, a tengerész (1933–1957)
- The Three Stooges (1934–1959)
- Tom és Jerry (1940–1958)

## Születések
- január 16. – Debbie Allen színésznő, táncos
- január 24. – Daniel Auteuil színész
- február 18. – Cybill Shepherd színésznő
- március 16. – Kate Nelligan színésznő
- március 18. – Brad Dourif színész
- március 23. – Corinne Cléry színésznő
- március 30. – Robbie Coltrane színész
- április 4. – Christine Lahti színésznő
- április 20. – Veronica Cartwright színésznő
- április 29. – Phillip Noyce rendező
- május 12. – Gabriel Byrne színész
- június 30. – Leonard Whiting színész
- július 18. – Barbara Scott színésznő
- július 30. – Andy Luotto színész
- szeptember 28. – John Sayles rendező
- október 12. – Robin Askwith színész
- október 22. – Mikó István színész
- október 31. – John Candy humorista, színész († 1994)

## Halálozások
- január 3. – Emil Jannings színész
- január 12. – John M. Stahl
- április 7. – Walter Huston színész
- október 23. – Al Jolson színész, énekes